# Dingane kaSenzangakhona
Dingane kaSenzangakhona (vers 1795-1840) était un chef zoulou d'Afrique du Sud devenu roi en 1828. Son nom est associé à la défaite zoulou de la bataille de Blood River qui avait suivi le massacre de Piet Retief et des familles voortrekkers.

## Biographie

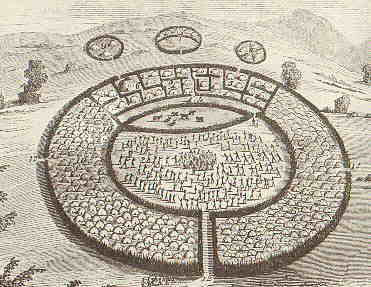
Gravure représentant le kraal de Dingane (vers 1840).

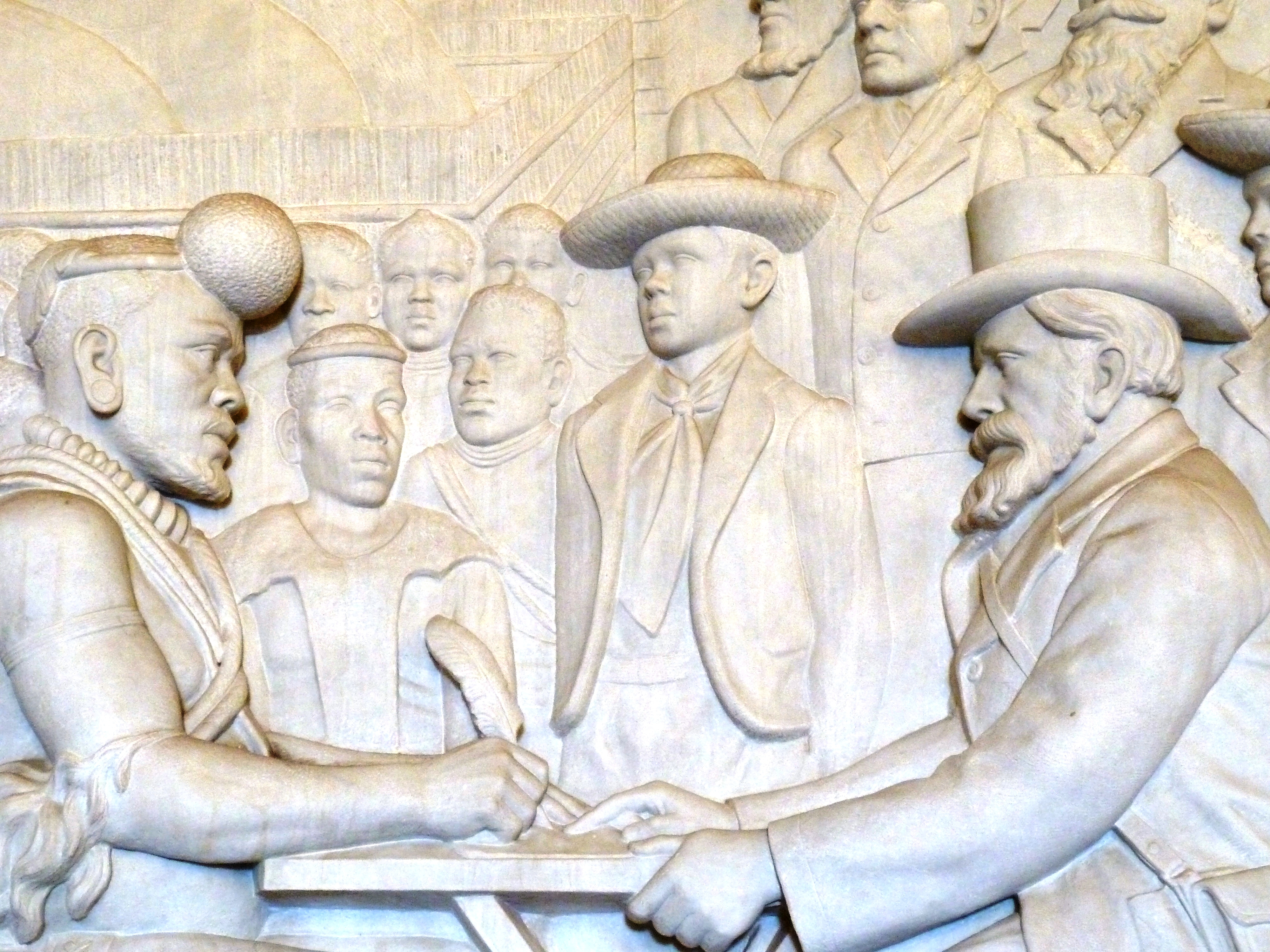
Signature du traité entre Piet Retief et le roi Dingane à uMgungundlovu en février 1838 (frise du Voortrekker Monument).

Impliqué avec son frère Umthlangana dans le complot qui aboutit à l'assassinat de leur demi-frère, le roi Shaka, Dingane devint le roi des Zoulous en 1828. Il hérita ainsi d'un appareil militaire performant et d'un immense empire conquis à coup de sagaies après avoir fait près de deux millions de victimes[réf. nécessaire].
En novembre 1837, Piet Retief, un leader voortrekker qui avait franchi les montagnes du Drakensberg à la tête d'un convoi de vingt-six familles, demanda à Dingane l'autorisation de s'établir dans la région de Tugela tout en lui faisant part de son désir de vivre en paix avec le peuple zoulou. Dingane lui donna son accord en échange d'une action de représailles que devait mener Retief contre un chef de la tribu rivale locale des Tlokwa. Ce qui fut fait. Il s'agissait en fait d'un test des capacités militaires des Boers. Leur succès fut perçu comme une menace par Dingane.
L'acte de cession de la région de Tugela-Umzimvubu, bien que datée du 4 février 1838, fut signé par Dingane le 6 février. Dingane invita alors Retief à venir assister à une représentation de ses soldats. Sur un signal donné par le roi zoulou, les soldats foncèrent sur Retief et les soixante-dix Boers désarmés. Retief, son fils, ses hommes et ses serviteurs, soit une centaine de personnes au total, furent massacrés sur la colline de KwaMatiwane, aux abords du kraal royal d'uMgungundlovu. Leurs corps éventrés furent dévorés par des animaux sauvages, selon la coutume zoulou concernant le sort des ennemis.
Dingane donna alors l'ordre d'attaquer les campements boers de la région et de massacrer tous ceux qui s'y trouvaient. Ainsi 7 000 impis furent envoyés pour attaquer les campements Voortrekkers dans les contreforts du Drakensberg à Blaauwkrans et Boesmanspruit notamment où 41 hommes, 56 femmes et 185 enfants furent tués, anéantissant la moitié du contingent de Voortrekkers au Natal,. Entre 250 et 252 Khoikhois et Basothos qui accompagnaient les Voortrekkers furent également victimes des impis zoulous ce qui porta les pertes totales à plus de 530 morts.
Les Boers tentèrent des contre-offensives mais Piet Uys (en) fut tué à la Bataille d'Italeni, au sud-ouest de uMgungundlovu, du fait notable d'une mauvaise coordination des forces boers très indisciplinées. Hendrik Potgieter abandonna et quitta le Natal alors que l'autre chef boer Gert Maritz, atteint de fortes fièvres, mourrait en septembre 1838.
L'arrivée en novembre 1838, avec une soixantaine d'hommes armés, d'Andries Pretorius, un riche fermier de Graaff-Reinet, muni de deux canons suscita l'espoir des survivants..
Le 16 décembre 1838, au bord de la rivière Ncome, 15 000 guerriers zoulous foncèrent sur quelque 500 Boers et 340 métis repliés derrière leurs chariots rangés en cercle (laager). La bataille se termina par la mort de 3 000 guerriers zoulous et quelques blessés boers. Le sang colora de rouge la rivière Ncome qui fut dorénavant appelé Blood River (« rivière sanglante »).
En 1839, Dingane organisa une expédition contre les Swazi pour compenser les défaites et pertes territoriales subies à l'issue du conflit avec les Boers. La bataille du Lubuya scella l'échec de cette expédition, dont le résultat désastreux contribua au mouvement de mécontentement qui se manifesta contre la politique de Dingane et à la rébellion de Mpande, son demi-frère.
Celui-ci rejoignit les Boers avec ses partisans et, avec leur aide, affronta victorieusement l'impi de Dingane à la bataille de Magango le 30 janvier 1840. Les armées vaincues furent poursuivies par 400 Boers jusqu'au kraal de Dingane en fuite vers le nord. Mpande fut alors reconnu roi par les Boers auxquels il céda la moitié du Natal.
Dingane prit la fuite avant d'être abattu dans la forêt de Hlatikhulu par Zulu Nyawo, Sambane et Nondawana au cours d'une expédition militaire.